# Дзаваттари, Эдоардо
Эдоа́рдо Дзаватта́ри (англ. Edoardo Zavattari, 21 октября 1883, Тортона — 17 февраля 1972, Генуя) — итальянский биолог, исследователь и энтомолог. Являлся директором Института зоологии Римского университета (1935—1953). Он также был одним из ведущих теоретиков биологического расизма в Италии, сторонником Бенито Муссолини и Национальной фашистской партии и был одним из подписавших «Итальянский расовый манифест».

## Биография
Родился 21 октября 1883 года в Тортоне. Полное имя при рождении Edoardo Davide Pietro Carlo Zavattari. Окончил Туринский университет сначала по специальности «Медицина» в 1908 году, а затем по специальности «Естественные науки» в 1911 году. 
Его первые работы были посвящены систематике Hymenoptera, но с самого начала он проявлял растущий интерес к тропической биологии и в 1913 году специализировался на тропической медицине в Лондоне. 
После Первой мировой войны он много путешествовал по Европе, Ближнему Востоку и Африке. В 1923 году занял кафедру зоологии в университете Павии. Профессор сначала Университета Павии, а затем Римского университета, автор более 300 научных публикаций. 
С 1926 по 1959 год он совершил многочисленные поисковые и исследовательские поездки на все континенты, в частности, в северо-восточную Африку. Собранный здесь материал, который из-за его количества пришлось передавать в 122 посылках, сегодня является частью коллекции Гражданского музея зоологии в Риме.
Его научные интересы совпали с политическим желанием фашистского режима расширить колониальную власть Италии в Африке. После нескольких экспедиций в Феццан и другие ливийские регионы, в 1934 году Дзаваттари опубликовал полный обзор зоологических знаний о Ливии (Prodromo della Fauna della Libia). С 1935 года он был директором Института зоологии Римского университета и основал журнал Rivista di Biologia Coloniale. После завоевания Эфиопии он возглавил две важные биологические экспедиции — Борана (1937) и Саган-Омо (1939) — в малоизвестные южные регионы страны под эгидой Королевской академии Италии — Центра изучения Восточной Африки Италии (Centro Studi Africa Orientale Italiana). Его мнение о необходимости целостного подхода к биологическим исследованиям, охватывающего не только зоологию и ботанику, но и человека, домашних животных и их паразитов, делает Дзаваттари провозвестником подхода «Единое здоровье» к экологическим исследованиям и общественному здравоохранению. После Второй мировой войны он направил свои научные интересы на изучение биогеографических связей некоторых итальянских малых островов.
В двадцатые и тридцатые годы двадцатого века Дзаваттари был сторонником режима Бенито Муссолини и Национальной фашистской партии и их теорий о биологическом расизме. В 1938 году он был одним из десяти подписантов «Итальянский расовый манифест», текст которого, дополненный Гвидо Ландрой, но доработанный и измененный Муссолини, был представлен как основополагающий акт расовых законов фашистов.
Более тридцати лет, с 1937 по 1969 год, он был членом правления Итальянского энтомологического общества (Società Entomologica Italiana), 8 мая 1932 года стал членом Туринской академии наук (Accademia delleScienze), а в 1951 году — членом Национальной академии наук (Accademia Nazionale delle Scienze). Также был почетным хранителем Музея естественной истории в Генуе и вице-президентом Итальянского общества географии (Società Geografica Italiana, 1955—1971).

## Биология
В период с 1913 по 1957 год Дзаваттари подготовил более 50 публикаций по самым разным темам паразитологии и патологии, исследовал проблемы шистосомоза в Ливии, различных эктопаразитов, ядовитых животных в Эритрее (особенно скорпионов), Trypanosoma. Он также изучал более общие проблемы тропической патологии и медицинской энтомологии, посвященные комплексу паразитарных заболеваний крови, включая филяриатозы, шистосомоз, трипаносомозы, лейшманиоз и малярию. Во время научной миссии в Эритрею (1930) был открыт важный переносчик малярии в Африке — комар Anopheles gambiae. Дзаваттари открыл и впервые для науки описал десятки новых видов животных, включая ревизию одиночных ос Южной Америки и ос-немок фауны Китая.
- Zavattari E. (1912) Materialien für eine Monographie der Neotropischen Eumeniden. Archiv für Naturgeschichte, 78A (4), 1—272. https://www.biodiversitylibrary.org/page/13207493#page/563/mode/1up
- Zavattari E. (1922) Eine neue Mutille von China (Hym). Entomologische Mitteilungen 11(4): 1—192. https://doi.org/10.5962/bhl.part.3338

## Эпонимия
В честь Дзаваттари названы десятки новых для науки видов и родов животных, в том числе одно новое семейство и подсемейство, четыре новых рода и 135 новых видов или подвидов; 1 — Млекопитающие, 2 — Птицы, 2 — Пресмыкающиеся, 3 — Земноводные, 46 — Жесткокрылые, 18 — Перепончатокрылые, 2 — Чешуекрылые, 3 — Двукрылые, 2 — Сетчатокрылые, 12 — Полужесткокрылые, 4 — Прямокрылые, 1 — Термиты, 1 — Веерокрылые, 1 — Коллемболы, 2 — Многоножки, 18 — Паукообразные, 1 — Ракообразные, 1 — Тихоходки, 2 — Моллюски, 1 — Нематоды, 1 — Волосатики, 1 — Ленточные черви, 2 — Малощетинковые черви, 2 — Простейшие, 13 — Растения. В контексте видов, посвященных ему, видовой эпитет «zavattarii» значительно преобладает, наряду с гораздо более редкими «zavattariana» (4 случая) и «zavattarinus» (1 случай).
- Zavattariornis Moltoni, 1938[15] (Кустарниковый ворон; иногда род выделялся в отдельное семейство Zavattariornidae)[16]
- Euplectes zavattarii
- Zavattarica Caporiacco, 1941[17]
- Zavattaria Breuning, 1939